# Euclidia ardita
Euclidia ardita là một loài bướm đêm thuộc họ Erebidae. Nó được tìm thấy ở British Columbia phía nam đến California.
Sải cánh dài khoảng 32 mm.